# Ołeh Melnyczenko
Ołeh Jurijowycz Melnyczenko, ukr. Олег Юрійович Мельниченко (ur. 13 stycznia 1966) – ukraiński piłkarz, grający na pozycji obrońcy, trener piłkarski.

## Kariera piłkarska
W 1993 rozpoczął karierę piłkarską w drużynie Roś Biała Cerkiew (potem klub nazywał Ryhonda Biała Cerkiew). Przez 6 sezonów bronił barw Rosi, rozegrał ponad 150 meczów. W 2000 roku przeniósł się do klubu Fakeł-HPZ Warwa, w którym zakończył karierę piłkarza.

## Kariera trenerska
Po zakończeniu kariery piłkarza rozpoczął pracę szkoleniowca. Od lipca 2009 do czerwca 2010 pomagał trenować rodzimy Roś Biała Cerkiew. Od 2 sierpnia do 24 września 2010 pełnił obowiązki głównego trenera Desny Czernihów.